# Un jour de bonheur
Pour plus de détails, voir Fiche technique et Distribution.
Un jour de bonheur (titre original : День счастья, Den stchastia) est un film soviétique réalisé par Iossif Kheifitz, sorti en 1963.

## Fiche technique
- Titre original : День счастья
- Titre français : Un jour de bonheur[1]
- Réalisation : Iossif Kheifitz
- Scénario : Iouri Guerman, Iossif Kheifitz
- Photographie : Genrikh Maradjian
- Musique : Nadejda Simonian
- Pays d'origine : URSS
- Format : Noir et blanc - 35 mm - Mono
- Genre : drame
- Durée : 95 minutes
- Date de sortie : 1963

## Distribution
- Tamara Siomina : Alexandra Orlova
- Valentin Zoubkov : Fiodor Andreïevitch
- Alexeï Batalov : Alexandre Beriozkine
- Nikolaï Krioutchkov : Timofeï Kachine
- Larissa Goloubkina : Rita
- Iossif Konopatski : Lev Leonidovitch
- Vladimir Tykke : Anatoli Streltsov